# Glossario delle abbreviazioni utilizzate nelle prescrizioni mediche
Questo è un elenco di abbreviazioni utilizzate nelle prescrizioni mediche e non include abbreviazioni per prodotti farmaceutici o suffissi di nomi di farmaci. Questo elenco include tutto ciò che si incontra di frequente nell'assistenza sanitaria odierna, soprattutto dei paesi anglofoni.
Le abbreviazioni in inglese sono in maiuscolo mentre quelle in latino in minuscolo; acune di queste abbreviazioni sono obsolete, altre restano attuali. Queste abbreviazioni possono essere verificate in opere di riferimento più o meno recenti, alcune delle quali sono così complete che il loro contenuto non è interamente riprodotto qui.
Le maiuscole e l'uso dei punti fermi sono una questione di stile.

## Elenco
| Abbreviazione o simbolo                              | Latino o Greco                                     | Italiano                                                            |
| ---------------------------------------------------- | -------------------------------------------------- | ------------------------------------------------------------------- |
| aa, āā, ĀĀ                                           | ana                                                | di ciascuno                                                         |
| a.c.                                                 | ante cibum                                         | prima dei pasti                                                     |
| a.c.h.s., ac&hs                                      | ante cibum et hora somni                           | prima dei pasti e prima di coricarsi                                |
| a.d.                                                 | auris dextra                                       | orecchio destro                                                     |
| ad., add.                                            | adde                                               | da applicare                                                        |
| ad., add.                                            | addatur                                            | da far applicare                                                    |
| ad lib.                                              | ad libitum                                         | "a proprio piacimento"; quanto si desidera; liberamente             |
| admov.                                               | admove                                             | da applicare                                                        |
| admov.                                               | admoveatur                                         | da far applicare                                                    |
| ad us.                                               | ad usum                                            | secondo consuetudine                                                |
| æq.                                                  | æquales                                            | uguale                                                              |
| agit.                                                | agita                                              | agitare (mescolare o scuotere)                                      |
| alt. d., alt. dieb.                                  | alternis diebus                                    | ogni altro giorno; a giorni alterni                                 |
| alt. h., alt. hor.                                   | alternis horis                                     | ogni altra ora; ad orari alterni                                    |
| a.m.                                                 | ante meridiem                                      | alla mattina, prima di mezzogiorno                                  |
| amp.                                                 | ampulla                                            | ampolla                                                             |
| aq.                                                  | aqua                                               | acqua                                                               |
| aq. bull.                                            | aqua bulliens                                      | acqua bollente                                                      |
| aq. com.                                             | aqua communis                                      | acqua comune                                                        |
| aq. dest.                                            | aqua destillata                                    | acqua distillata                                                    |
| aq. ferv.                                            | aqua fervens                                       | acqua calda                                                         |
| a.l., a.s.                                           | auris laeva, auris sinistra                        | orecchio sinistro                                                   |
| a.u.                                                 | auris utraque                                      | entrambe le orecchie                                                |
| BDS, b.d.s.                                          | bis die sumendum                                   | da assumere due volte al giorno                                     |
| bib.                                                 | bibe                                               | bevi                                                                |
| bis                                                  | bis                                                | due volte                                                           |
| b.i.d., b.d.                                         | bis in die                                         | due volte al giorno                                                 |
| bis ind.                                             | bis indies                                         | due volte al giorno                                                 |
| bis in 7 d.                                          | bis in septem diebus                               | due volte a settimana                                               |
| bol.                                                 | bolus                                              | come una singola grande dose (di solito per via endovenosa)         |
| bucc.                                                | bucca                                              | buccale                                                             |
| cap., caps.                                          | capsula                                            | capsula                                                             |
| cap.                                                 | capiat                                             | da prendere (da far prendere al paziente)                           |
| c.m.                                                 | cras mane                                          | domattina                                                           |
| c.m.s.                                               | cras mane sumendus                                 | da assumere domani mattina                                          |
| c̄, c. (di solito scritto con una barra sopra la "c") | cum                                                | con                                                                 |
| cib.                                                 | cibus                                              | cibo                                                                |
| c.c.                                                 | cum cibo                                           | con il cibo                                                         |
| c.c.                                                 | centimetri cubi                                    |                                                                     |
| cfr.                                                 | confer                                             | confronta                                                           |
| c.n.                                                 | cras nocte                                         | domani notte                                                        |
| cochl.                                               | cochleare                                          | cucchiaio                                                           |
| cochl. ampl.                                         | cochleare amplum                                   | un cucchiaio abbondante                                             |
| cochl. infant.                                       | cochleare infantis                                 | un cucchiaino da tè                                                 |
| cochl. mag.                                          | cochleare magnum                                   | un cucchiaio abbondante                                             |
| cochl. mod.                                          | cochleare modicum                                  | un cucchiaio modesto (un cucchiaio da dessert)                      |
| cochl. parv.                                         | cochleare parvum                                   | un cucchiaio scarso (un cucchiaino da tè)                           |
| comp.                                                | compositus                                         | composto                                                            |
| contin.                                              | continuetur                                        | da proseguire                                                       |
| cpt.                                                 | capiat                                             | da prendere (da far prendere al paziente)                           |
| cuj.                                                 | cujus                                              | di cui                                                              |
| c.v.                                                 | cras vespere                                       | domani sera                                                         |
| cyath.                                               | cyathus                                            | un bicchiere                                                        |
| cyath. vinos.                                        | cyathus vinosus                                    | un bicchiere di vino                                                |
| D, d.                                                | die                                                | giorni                                                              |
| D, d.                                                | dosis                                              | dosi                                                                |
| da                                                   | da                                                 | dare                                                                |
| decoct.                                              | decoctum                                           | decotto                                                             |
| det.                                                 | detur                                              | lasciare che sia dato                                               |
| dieb. alt.                                           | diebus alternis                                    | ogni altro giorno; a giorni alterni                                 |
| dim.                                                 | dimidius                                           | metà                                                                |
| d. in p. æ.                                          | divide in partes æquales                           | dividere in parti uguali                                            |
| div.                                                 | divide                                             | da dividere                                                         |
| d.t.d.                                               | dentur tales doses                                 | da dare in tali dosi                                                |
| elix.                                                | elixir                                             | elisir                                                              |
| e.m.p.                                               | ex modo prescripto                                 | come indicato («nel modo prescritto»)                               |
| emuls.                                               | emulsum                                            | emulsione                                                           |
| et                                                   | et                                                 | e                                                                   |
| e.v., EV                                             |                                                    | endovenoso                                                          |
| ex aq.                                               | ex aqua                                            | in acqua; con acqua                                                 |
| exhib.                                               | exhibiatur                                         | lasciare che sia dato                                               |
| f.                                                   | fiat                                               | da fare; lasciare che sia fatto                                     |
| f.h.                                                 | fiat haustus                                       | fare una bozza                                                      |
| fl., fld.                                            | fluidus                                            | fluido (di solito significa specificamente liquido)                 |
| f.m.                                                 | fiat mistura                                       | fare una miscela                                                    |
| f. pil.                                              | fiat pilula                                        | fare una pillola                                                    |
| f.s.a.                                               | fiat secundum artem                                | fare secondo l'arte                                                 |
| ft.                                                  | fiat                                               | da fare; lasciare che sia fatto                                     |
| garg.                                                | gargarisma                                         | gargarismi                                                          |
| gtt(s)                                               | gutta(e)                                           | goccia(e)                                                           |
| gutt.                                                | gutta(e)                                           | goccia(e)                                                           |
| h, hr, hor.                                          | hora                                               | ora                                                                 |
| habt.                                                | habeat                                             | da avere                                                            |
| hor. alt.                                            | hora alternis                                      | ogni due ore (ogni due ore; a ore alterne)                          |
| hor. decub.                                          | hora decubitus                                     | all'ora di coricarsi                                                |
| hor. intermed.                                       | horis intermediis                                  | alle ore intermedie                                                 |
| hor. tert.                                           | horis tertiis                                      | ogni tre ore                                                        |
| h.s.                                                 | hora somni                                         | all'ora di coricarsi                                                |
| ID                                                   |                                                    | intradermica                                                        |
| IJ, inj.                                             | injectio                                           | iniezione                                                           |
| i.m., IM                                             |                                                    | intramuscolare                                                      |
| IN                                                   |                                                    | intranasale                                                         |
| ind.                                                 | indies                                             | quotidiano                                                          |
| inf.                                                 | infusum                                            | infusione                                                           |
| inf.                                                 | infusum                                            | infusione endovenosa                                                |
| i                                                    | unus tabuletta                                     | una compressa                                                       |
| ii                                                   | duo tabuletta                                      | due compresse                                                       |
| iii                                                  | tres tabuletta                                     | tre compresse                                                       |
| IO                                                   |                                                    | intraosseo                                                          |
| IP                                                   |                                                    | intraperitoneale                                                    |
| IT                                                   |                                                    | intratecale                                                         |
| IU, UI                                               |                                                    | unità internazionale                                                |
| i.v., IV                                             |                                                    | intravenoso                                                         |
| lat. dol.                                            | lateri dolenti                                     | sul lato dolente                                                    |
| l.c.d.                                               | liquor carbonis detergens                          | catrame di carbone                                                  |
| lin                                                  | linimentum                                         | linimento                                                           |
| liq.                                                 | liquor                                             | soluzione                                                           |
| lot.                                                 | lotio                                              | lozione                                                             |
| M., m.                                               | misce                                              | mix                                                                 |
| mane                                                 | mane                                               | alla mattina                                                        |
| max.                                                 | maximum                                            | massimo                                                             |
| m.d.u.                                               | more dicto utendus                                 | da usare come indicato                                              |
| min.                                                 | minimum                                            | minimo                                                              |
| min.                                                 | minutum                                            | minuto                                                              |
| mist.                                                | mistura                                            | miscela                                                             |
| mit., mitt.                                          | mitte                                              | numero di compresse fornite                                         |
| mod. præscript.                                      | modo præscripto                                    | nella maniera prescritta                                            |
| nebul, neb.                                          | nebula                                             | uno spray (come per insufflazione)- nebulizzatore                   |
| noct.                                                | nocte                                              | di notte                                                            |
| non rep.                                             | non repetatur                                      | non ripetere                                                        |
| NPO, n.p.o.                                          | nihil per os                                       | niente per bocca                                                    |
| o.d.                                                 | omni die                                           | ogni giorno (una volta al giorno); preferito a "qd" nel Regno Unito |
| o.d., OD                                             | oculus dexter                                      | occhio destro                                                       |
| o.m.                                                 | omni mane                                          | ogni mattina                                                        |
| omn. bih.                                            | omni bihora                                        | ogni 2 ore                                                          |
| omn. hor.                                            | omni hora                                          | ogni ora                                                            |
| o.n.                                                 | omni nocte                                         | ogni notte                                                          |
| o.s., OS                                             | oculus sinister                                    | occhio sinistro                                                     |
| o.u., OO                                             | oculus uterque                                     | entrambi gli occhi                                                  |
| p., pt.                                              | perstetur                                          | da proseguire                                                       |
| part. æq.                                            | partes æquales                                     | parti uguali                                                        |
| per                                                  | per                                                | da o attraverso                                                     |
| p.c.                                                 | post cibum                                         | dopo i pasti                                                        |
| p.c.h.s., pc&hs                                      | post cibum et hora somni                           | dopo i pasti e prima di coricarsi                                   |
| pig./pigm.                                           | pigmentum                                          | pigmento                                                            |
| p.m.                                                 | post meridiem                                      | alla sera o al pomeriggio                                           |
| p.o., PO                                             | per os                                             | per bocca o per via orale                                           |
| ppt.                                                 | præparata                                          | preparato                                                           |
| p.r., PR                                             | per rectum                                         | per via rettale                                                     |
| p.r.n., PRN                                          | pro re nata                                        | al bisogno                                                          |
| pulv.                                                | pulvis                                             | polvere                                                             |
| p.v., PV                                             | per vaginam                                        | per via vaginale                                                    |
| q                                                    | quaque                                             | ogni                                                                |
| q.Xh, q.X°                                           | quaque X hora                                      | ogni X ora                                                          |
| q.a.d.                                               | quaque alternis die                                | ogni altro giorno                                                   |
| q.a.m.                                               | quaque die ante meridiem                           | ogni mattina (ogni giorno prima di mezzogiorno)                     |
| q.d./q.1.d.                                          | quaque die                                         | ogni giorno                                                         |
| q.d.a.m.                                             | quaque die ante meridiem                           | una volta al giorno al mattino                                      |
| q.d.p.m.                                             | quaque die post meridiem                           | una volta al giorno la sera                                         |
| q.d.s.                                               | quater die sumendus                                | da assumere 4 volte al giorno                                       |
| q.p.m.                                               | quaque die post meridiem                           | ogni sera (ogni giorno dopo mezzogiorno)                            |
| q.h.                                                 | quaque hora                                        | ogni ora                                                            |
| q.h.s.                                               | quaque hora somni                                  | tutte le sere prima di coricarsi                                    |
| q.i.d.                                               | quater in die                                      | 4 volte al giorno                                                   |
| q.l.                                                 | quantum libet                                      | quanto è necessario                                                 |
| q.n.                                                 | quaque nocte                                       | ogni notte                                                          |
| q.o.d.                                               | quaque altera die                                  | ogni altro giorno                                                   |
| q.q.                                                 | quaque                                             | ogni                                                                |
| q.q.h.                                               | quater quaque hora                                 | ogni 4 ore                                                          |
| q.s.                                                 | quantum sufficiat, quantum sufficit, quantum satis | quanto basta; una quantità sufficiente                              |
| q.v.                                                 | quantum volueris                                   | a piacimento                                                        |
| q.v.                                                 | quod vide                                          |                                                                     |
| rep., rept.                                          | repetatur                                          | da ripetere                                                         |
| Rx, Rx, RX, ℞, Rp                                    | recipe                                             | prescrizione                                                        |
| s., sig.                                             | signa, signetur                                    | scrivere (scrivere sull'etichetta)                                  |
| s.a.                                                 | secundum artem                                     | secondo l'arte (prassi accettata o migliore pratica)                |
| SC                                                   |                                                    | sottocutaneo                                                        |
| sem.                                                 | semen                                              | seme                                                                |
| s.i.d.                                               | semel in die                                       | una volta al giorno                                                 |
| s̄ (di solito scritto con una barra sopra la "s")     | sine                                               | senza                                                               |
| sing.                                                | singulorum                                         | di ciascuno                                                         |
| SL, s.l.                                             | sub lingua                                         | sublinguale                                                         |
| sol.                                                 | solutio                                            | soluzione                                                           |
| s.o.s., si op. sit                                   | si opus sit                                        | se ce n'è bisogno                                                   |
| s.s., SS                                             | semisse                                            | metà                                                                |
| st.                                                  | stet                                               | lasciar riposare (ad esempio, per stabilizzarsi)                    |
| stat                                                 | statim                                             | subito                                                              |
| sum.                                                 | sumat                                              | da prendere                                                         |
| sum.                                                 | sumendum                                           | da far prendere                                                     |
| supp.                                                | suppositorium                                      | supposta                                                            |
| susp.                                                | suspensio                                          | sospensione                                                         |
| syr.                                                 | syrupus                                            | sciroppo                                                            |
| tab.                                                 | tabella                                            | compressa                                                           |
| tal., t.                                             | talus                                              | come                                                                |
| t.d.s., TDS                                          | ter die sumendum                                   | da assumere 3 volte al giorno                                       |
| t.i.d., t.d.                                         | ter in die                                         | 3 volte al giorno                                                   |
| tr, tinc., tinct.                                    | tinctura                                           | tintura                                                             |
| trit.                                                | triturate                                          | triturare                                                           |
| troch.                                               | trochiscus                                         | losanga                                                             |
| U                                                    |                                                    | unità                                                               |
| u.d., ut. dict.                                      | ut dictum                                          | come detto                                                          |
| ung.                                                 | unguentum                                          | unguento                                                            |
| ℔                                                    | libra                                              | libbra                                                              |
| ℥                                                    | uncia                                              | oncia                                                               |
| ʒ                                                    | drachma                                            | dramma                                                              |
| ℈                                                    | scrupulus                                          | scruple                                                             |
| °                                                    |                                                    | ora                                                                 |